# Santuário de Nossa Senhora dos Remédios

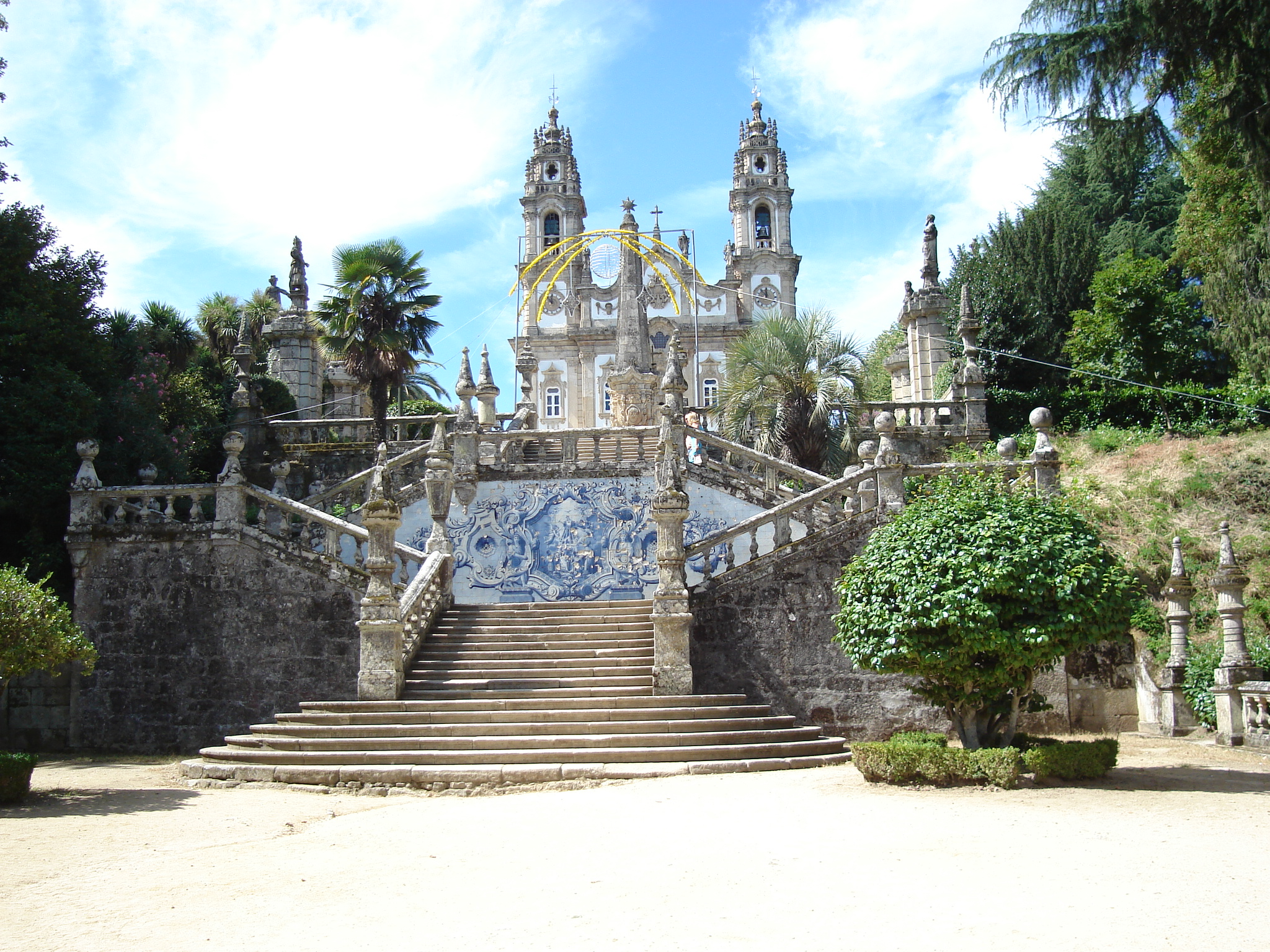
Santuário de N. Sra. dos Remédios.

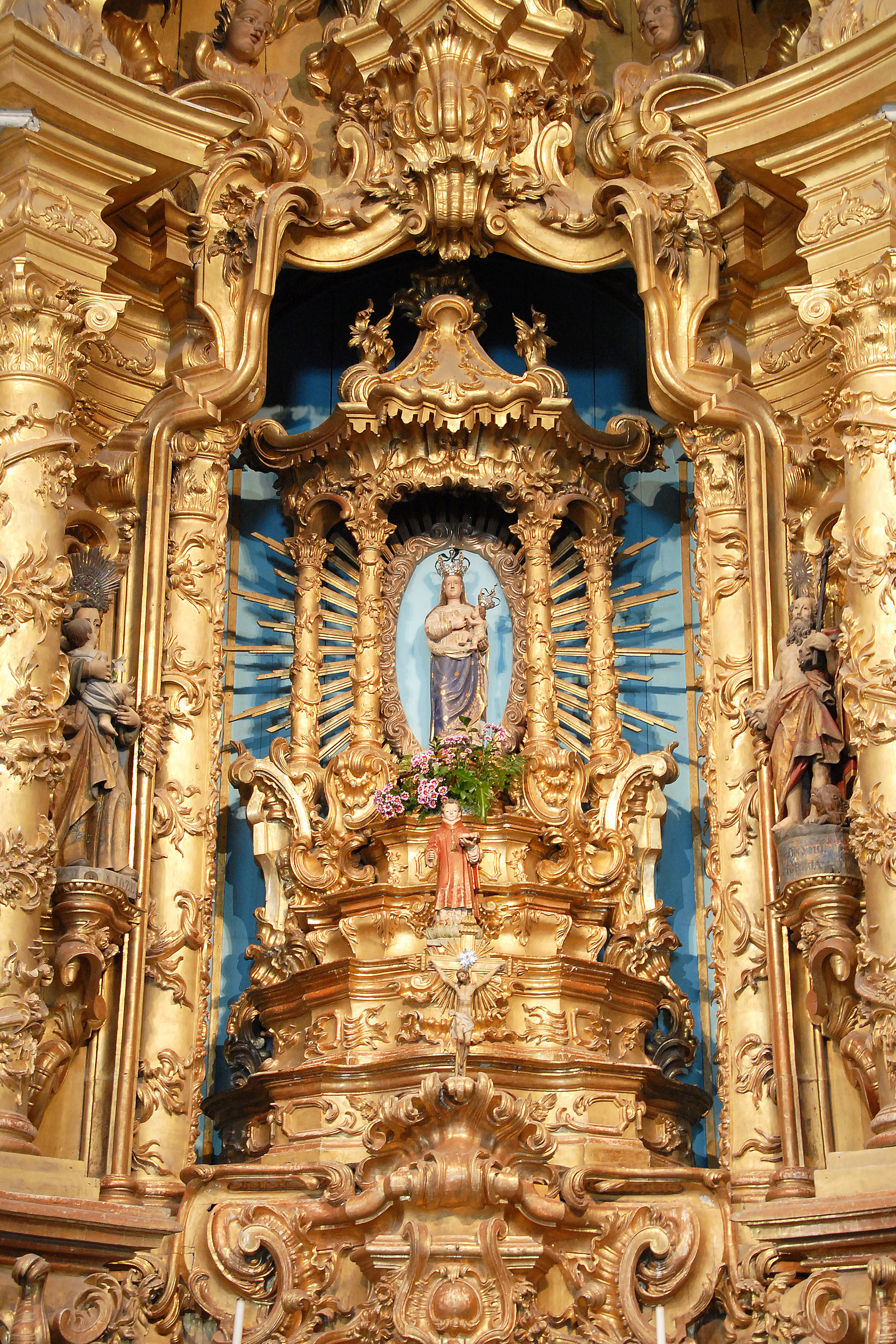
Santuário de N. Sra. dos Remédios: altar.

O Santuário de Nossa Senhora dos Remédios localiza-se na atual freguesia de Lamego (Almacave e Sé), cidade e município de Lamego, distrito de Viseu, em Portugal.
No topo do monte de Santo Estêvão, o santuário é atualmente parte integrante do panorama da cidade à qual está unido por um escadório cenográfico.
Desde 1984, o Santuário de Nossa Senhora dos Remédios, incluindo a escadaria e parque, está classificado como Imóvel de Interesse Público.

## História
A devoção popular no local remonta a uma capela, sob a invocação de Santo Estevão, erguida em 1361.
No século XVI, ameaçando ruína, foi demolida (1568), iniciando-se a construção de um novo templo, por iniciativa do bispo de Lamego. Na nova ermida foi depositada uma imagem da Virgem com o Menino.
Com o passar do tempo, a devoção a Santo Estevão diminuiu, substituída pela devoção à Virgem. A devoção dos que a ela recorriam em busca de alívio para as doenças deu origem, por sua vez, à devoção a Nossa Senhora dos Remédios.
O atual santuário foi principiado em 1750, e concluído apenas em 1905.
As suas festas tradicionais, decorrem anualmente de seis a oito de setembro.

## Características
O templo apresenta, em sua fachada, traços do estilo barroco e rococó ("rocaille"). A fachada é ladeada por torres sineiras. Em sua construção foi empregada a pedra de granito.
No seu interior, destacam-se o altar-mor com a imagem da Nossa Senhora dos Remédios esculpida em madeira, e três vitrais com as imagens de Nossa Senhora da Conceição, do Sagrado Coração de Jesus e da Anunciação.
Os dois altares laterais são dedicados aos pais da virgem (São Joaquim e Santa Ana). Numa das paredes do santuário encontram-se painéis de azulejos com cenas da vida da Virgem.
No exterior, destaca-se o escadório monumental de acesso ao santuário, com 686 degraus, desenvolvendo-se em nove lances, ornamentados com capelas, estátuas, fontes e obeliscos. Num desses patamares — o chamado "Pátio dos Reis" —, destacam-se as imagens de dezoito reis de Israel, pertencentes à árvore genealógica da Virgem. Na base do escadório encontram-se quatro figuras alusivas às quatro estações do ano.

## Árvore de Interesse Público
Desde 1940, um castanheiro (Castanea sativa) localizado junto ao Santuário está classificado como "Árvore de Interesse Público". Segundo o Instituto da Conservação da Natureza e das Florestas, a árvore com mais de 700 anos já se apresenta seca e foi embelezada por uma hera.